# Anhuier Institut für Optik und Feinmechanik
Das Anhuier Institut für Optik und Feinmechanik (chinesisch 安徽光学精密机械研究所, Pinyin Ānhuī Guāngxué Jīngmìjīxiè Yánjiūsuǒ) ist eines der sieben Hefeier Institute für physikalische Wissenschaften, ein Forschungszentrum der Chinesischen Akademie der Wissenschaften auf der „Wissenschaftsinsel“ (eine Halbinsel) im Stadtbezirk Luyang am nordwestlichen Stadtrand von Hefei, der Hauptstadt der Provinz Anhui. Direktor des Instituts, das sich über eine Fläche von 40 ha erstreckt, ist seit Mai 2020 Zheng Xiaobing (郑小兵, * 1969).

## Geschichte
Das Anhuier Institut für Optik und Feinmechanik wurde 1960 als Außenstelle des Changchuner Forschungsinstituts für Optik und Feinmechanik der Chinesischen Akademie der Wissenschaften gegründet.
Sein Auftrag war ursprünglich Entwicklung und Bau von wissenschaftlichen Instrumenten wie Mikroskopen und Spektrometern. Nachdem Theodore Maiman am 16. Mai 1960 den weltweit ersten Laser fertiggestellt hatte, stelle Wang Zhijiang (王之江, * 1930), seit der Gründung 1952 am Changchuner Institut, im September 1961 den ersten chinesischen Rubinlaser vor.
Mao Zedong war beeindruckt und forderte 1963, dass eine Gruppe von Experten zusammengestellt werden sollte, die die von ihm „Todesstrahlen“ (死光) genannte Technologie erforschen sollten. Daraufhin wurde am 7. Mai 1964 von aus Changchun abgestellten Wissenschaftlern das Shanghaier Zweiginstitut für Optik und Feinmechanik gegründet, Chinas erste auf Laser spezialisierte Forschungseinrichtung.
Auch am 1962 gegründeten Xi’aner Zweiginstitut für Optik und Feinmechanik begann man mit Laserforschung, und das Institut in Hefei sollte ebenfalls auf diesem Gebiet tätig werden.
In den Jahren 1963/1964 hatten die Luftstreitkräfte der Volksrepublik China in einem nie fertiggestellten Tagungshotel auf einer Halbinsel im Dongpu-Speichersee westlich von Hefei ein Forschungsinstitut für Bombenflugzeuge unter der Leitung von  Jiang Tianran (蒋天然, * 1918) betrieben.
Nachdem die Luftwaffe abgezogen war, erteilte die Chinesische Akademie der Wissenschaften nach längeren Verhandlungen dem Anhuier Institut für Optik und Feinmechanik am 6. Januar 1965 die Genehmigung, die Hotelanlage zu übernehmen und zu einer wissenschaftlichen Forschungseinrichtung mit den nötigen Labors umzubauen. Zunächst wurde eine Projektplanungskommission (中国科学院合肥董铺工程筹建委员会) gegründet, deren Leitung Jiang Tianran (eigentlich ein Experte für Flugzeugtreibstoffe) übertragen wurde, der ins Zivilleben zurückgekehrt und in Hefei geblieben war. Auch das ab Ende 1965 rekrutierte Personal bestand zum großen Teil aus ehemaligen Luftwaffen- und Panzersoldaten mit technischen Qualifikationen, überwiegend aus dem damaligen Militärbezirk Nanjing (南京军区), die in die Changchuner und Shanghaier Institute für Optik und Feinmechanik sowie in die Instrumenten- und Messgerätefabrik Jianghuai in Hefei (合肥江淮仪表厂) zur Fortbildung geschickt wurden.
Das Projekt kam zunächst gut voran. Der ursprünglich für den  9. Parteitag der Kommunistischen Partei Chinas mit mehr als 1000 Teilnehmern gedachte Kongresssaal des Hotels wurde in eine Fabrikhalle umgebaut. Für die Hefeier Außenstelle des in Peking angesiedelten Instituts für Elektrotechnik der Chinesischen Akademie der Wissenschaften (中国科学院电工研究所合肥分部) wurde eine eigene Werkhalle errichtet, außerdem sechs über drei Stellen auf dem Gelände verteilte Gebäude für das Wachpersonal (die Laserforschung war damals geheim). Nach dem Ausbruch der Kulturrevolution im Frühsommer 1966 liefen die Bauarbeiten zunächst regulär weiter. Um die Wissenschaftler und Techniker zu schützen, übernahm jedoch Ende 1967 die Kommission für Wehrtechnik der Volksbefreiungsarmee das Projekt. Die Projektplanungskommission wurde als „Einheit 825“ (825部队) in die Volksbefreiungsarmee übernommen, die Baustelle erhielt nach dem Datum der ursprünglichen Genehmigung die Bezeichnung „Projekt 6516“ (6516工程).
Am 5. September 1970 meldete die Einheit 825 dem Revolutionskomitee der Provinz Anhui (安徽省革命委员会), das damals als Provinzregierung fungierte, dass die Einrichtungen auf der „Dongpu-Insel“ (董铺岛) fertiggestellt seien. Daraufhin genehmigte das Komitee am 3. Dezember 1970 die Rückkehr von Gebäuden und Personal unter das Dach der Akademie der Wissenschaften; das Institut sollte sich primär mit Laserspektroskopie, Atmosphärischer Optik und neuartigen Lasern befassen. Dies gilt heute als Gründungstag des Anhuier Instituts für Optik und Feinmechanik.
Ende 1970 besaß das Institut gut 180 Mitarbeiter, die meisten davon ehemalige Soldaten. Um den regulären Betrieb zu gewährleisten, genehmigte das Revolutionskomitee der Provinz dem Institut 1972, dreihundert „Jugendliche mit Schulbildung“ (知识青年) aufzunehmen, die im Rahmen der Landarbeit-Bewegung (上山下乡运动 bzw. „Hinauf auf die Berge und hinunter aufs Land“) in den Kreisen Changfeng und Feidong sowie am Stadtrand von Hefei in Volkskommunen mitarbeiteten, außerdem rekrutierte das Institut zweihundert junge Arbeiter aus Feidong und dem Stadtgebiet. Drei Viertel der fünfhundert neuen Mitarbeiter wurden in der Fabrik des Instituts eingesetzt. Bis März 1979, also zweieinhalb Jahre nach dem Ende der Kulturrevolution, wurde das Institut von einem Revolutionskomitee geleitet, dann kommissarisch von verschiedenen Wissenschaftlern. Erster regulärer Institutsdirektor war ab Mai 1983 Liu Songhao (刘颂豪, * 1930), der sich in den 1970er Jahren mit der Nutzung von Lasern als Energiewaffe befasst hatte.
Das Institut für Optik und Feinmechanik besaß damals eine starke Induktionsspule. Chen Chunxian (陈春先, 1934–2004) vom Institut für Physik der Chinesischen Akademie der Wissenschaften in Peking schlug 1970 vor, diese Spule zu benutzen, um einen experimentellen ringförmigen Kernfusionsreaktor (Tokamak) zu bauen. 1971 kam Chen für eine erste Besprechung nach Hefei, und am 28. Januar 1973 stellten das Institut für Physik und das Institut für Optik und Feinmechanik bei der Akademie der Wissenschaften einen gemeinsamen Antrag, eine „Hefeier Forschungs- und Versuchsstation für kontrollierte Kernfusion“ (合肥受控热核反应研究实验站) zu errichten. Am 6. April 1973 wurde der Antrag genehmigt und die Versetzung von 110 Technikern und Facharbeitern aus anderen Instituten der Akademie sowie von anderweitigen Institutionen nach Hefei beschlossen.
Insbesondere die auf der Halbinsel tätigen Ingenieure des Instituts für Elektrotechnik kamen nun alle zur Versuchsstation für Kernfusion.
Am 20. September 1978 wurde die Fusionsforschung organisatorisch ausgegliedert und als – weiterhin auf der Halbinsel angesiedeltes – „Institut für Plasmaphysik der Chinesischen Akademie der Wissenschaften“ (中国科学院等离子体物理研究所) eine eigenständige Einrichtung.
Als zwei Monate später, am 28. November 1978, die Zweigakademie Hefei der Chinesischen Akademie der Wissenschaften (中国科学院合肥分院) als Dachorganisation gegründet wurde, besaß das Institut für Optik und Feinmechanik gut 1100 Mitarbeiter, die in sechs Abteilungen tätig waren:
1. Elektrotechnik
2. Atmosphärischer Strahlungstransport
3. Lasergeräte
4. Lasermaterialien
5. Elektronik
6. Gerätebau und Beschichtungen[12]

Im Rahmen eines vom Staatsrat der Volksrepublik China im Juni 1998 verabschiedeten Programms zur Steigerung der Innovationsfähigkeit Chinas wurde das Institut für Optik und Feinmechanik am 19. Dezember 2001 mit dem Institut für Plasmaphysik und dem ebenfalls auf der Halbinsel angesiedelten Institut für Festkörperphysik zu den Hefeier Instituten für physikalische Wissenschaften vereinigt. Die Institution „Hefeier Institute“, zu der zwischen 2004 und 2011 vier weitere Einrichtungen kamen, fungierte von da an als alleiniger Repräsentant der „Wissenschaftsinsel“ (科学岛, ein 2003 eingeführter Begriff). Die alten Institute blieben jedoch als organisatorische Einheiten erhalten und besitzen jeweils eine eigene Verwaltung mit einem Direktor.

## Struktur
Heute liegt der Arbeitsschwerpunkt des Anhuier Instituts für Optik und Feinmechanik, das 2023 gut 520 Mitarbeiter besaß, bei Umweltbeobachtung (insbesondere durch Satelliten), Tiefraumerkundung (der Weltraum in einer Entfernung von mehr als 80.000 km von der Erde), Tabakprüfung sowie medizinischer Diagnose und Behandlung.
Neben der Verwaltung verfügt man über sieben Abteilungen, von denen jede wiederum mehrere Labors besitzt:
- Forschungszentrum für Atmosphärenoptik (大气光学研究中心)[19][20]
- Forschungszentrum für Atmosphärenphysik und Atmosphärenchemie (基础科学研究中心)[21][22]
- Forschungszentrum für Lasertechnik (激光技术研究中心)[23][24]
- Forschungszentrum für Optoelektronik (光电子技术研究中心)[25][26]
- Forschungszentrum für optische Umweltbeobachtung (环境光学研究中心)[27][28]
- Forschungszentrum für optische Fernerkundung (光学遥感研究中心)[29][30]
- Zentrum für technische Optik (光学工程中心)[31][32]

## Lehre
Das Anhuier Institut für Optik und Feinmechanik besitzt seit 1981 die Berechtigung, Diplomphysiker-Titel zu vergeben, seit 1984 auch Doktortitel. Seit 2015 bildet das Institut für Optik und Feinmechanik zusammen mit den anderen Hefeier Instituten für physikalische Wissenschaften den „Campus Wissenschaftsinsel“ (科学岛分院) der Chinesischen Universität für Wissenschaft und Technik, die sich ebenfalls in Hefei befindet.
Fünf der sieben Abteilungen des Instituts bilden Studenten aus: Atmosphärenoptik, Atmosphärenphysik und Atmosphärenchemie, Lasertechnik, optische Umweltbeobachtung und optische Fernerkundung. Voraussetzung zur Erlangung eines Studienplatzes ist ein Vordiplom. Es werden acht Diplomstudiengänge angeboten (Optik, Messtechnik etc.) sowie zwölf Promotionsstudiengänge (Materialwissenschaft und Werkstofftechnik, Regelungstechnik etc.). Für die etwa 450 Studenten stehen rund 60 Diplomandenbetreuer und 50 Doktorandenbetreuer zur Verfügung.

## Zeitschriften
Das Institut für Optik und Feinmechanik gibt zwei Fachzeitschriften heraus:
- „Zeitschrift für Quantenelektronik“ (量子电子学报, englisch Chinese Journal of Quantum Electronics), seit 1984 zusammen mit der Kommission für optische Grundlagenforschung der Chinesischen Gesellschaft für Optik herausgegeben.[35] Zweimonatliche Erscheinungsweise.[36]
- „Zeitschrift für optische Atmosphären- und Umweltbeobachtung“ (大气与环境光学学报, englisch Journal of Atmospheric and Environmental Optics), seit 2006 zusammen mit dem Verlag China Science Publishing & Media der Chinesischen Akademie der Wissenschaften herausgegeben.[37] Zweimonatliche Erscheinungsweise.[38]